# Kup Bosne i Hercegovine 2001-2002
La Kup Bosne i Hercegovine 2001-2002 è stata la seconda edizione della coppa nazionale della Bosnia Erzegovina. È stata la prima in cui, ai nastri di partenza, erano previste le compagini di tutte e tre le etnie (Bosgnacchi, Croati e Serbi).
La coppa è stata vinta dal Sarajevo, al suo primo titolo.

## Squadre partecipanti
Le squadre della Prva liga Republike Srpske non erano ancora accorpate nella Premijer Liga Bosne i Hercegovine.
|                       | Premijer Liga | 1. liga Republike Srpske |
| --------------------- | --- | --- |
| 1º livello            | Bosna Visoko Brotnjo Čelik Zenica Grude Iskra Bugojno Jedinstvo Bihać Olimpik Sarajevo Orašje Posušje Sarajevo Široki Brijeg Sloboda Tuzla Troglav Velež Mostar Željezničar Zrinjski Mostar | Borac Banja Luka BSK Banja Luka Glasinac Sokolac Jedinstvo Brčko Kozara Leotar Mladost Gacko Radnik Bijeljina Rudar Ugljevik Sloboda Novi Grad Slavija |
|                       | 1. liga FBiH | 2. liga Republike Srpske |
| 2º livello            | Budućnost Banovići Stolac Tomislav | nessuna |
| divisione sconosciuta | Goražde UNIS Vogošća | nessuna |

## Sedicesimi di finale
| Squadra 1        | Totale          | Squadra 2          | Andata     | Ritorno    |
| ---------------- | --------------- | ------------------ | ---------- | ---------- |
|                  |                 |                    | 28.11.2001 | 02.12.2001 |
| Sarajevo         | nd              | Sloboda Novi Grad  | nd         | nd         |
| BSK Banja Luka   | 5 - 3           | Goražde            | 4 - 1      | 1 - 2      |
| Olimpik Sarajevo | 6 - 2           | Glasinac Sokolac   | 5 - 0      | 1 - 2      |
| Bosna Visoko     | 4 - 3           | Rudar Ugljevik     | 3 - 1      | 1 - 2      |
| Sloboda Tuzla    | 1 - 2           | Leotar             | 1 - 0      | 0 - 2      |
| Iskra Bugojno    | 2 - 3           | Mladost Gacko      | 2 - 0      | 0 - 3      |
| Radnik Bijeljina | 4 - 5           | Troglav            | 2 - 1      | 2 - 4      |
| Brotnjo          | 7 - 6           | Borac Banja Luka   | 4 - 2      | 3 - 4      |
| Kozara           | 3 - 4           | Željezničar        | 2 - 2      | 1 - 2      |
| Jedinstvo Brčko  | 2 - 6           | Posušje            | 1 - 0      | 1 - 6      |
| Zrinjski Mostar  | 2 - 3           | Slavija            | 2 - 0      | 0 - 3      |
| Velež Mostar     | 2 - 5           | Čelik Zenica       | 2 - 1      | 0 - 4      |
| Stolac           | 3 - 5           | Grude              | 2 - 3      | 1 - 2      |
| UNIS Vogošća     | 3 - 5           | Budućnost Banovići | 2 - 2      | 1 - 3      |
| Orašje           | 1 - 1 (5-4 dtr) | Jedinstvo Bihać    | 1 - 0      | 0 - 1      |
| Široki Brijeg    | 3 - 2           | Tomislav           | 3 - 1      | 0 - 1      |

## Ottavi di finale
| Squadra 1          | Totale          | Squadra 2        | Andata     | Ritorno    |
| ------------------ | --------------- | ---------------- | ---------- | ---------- |
|                    |                 |                  | 24.02.2002 | 27.02.2002 |
| Brotnjo            | 2 - 2 (6-5 dtr) | Olimpik Sarajevo | 1 - 1      | 1 - 1      |
| Sarajevo           | 9 - 0           | Troglav          | 6 - 0      | 3 - 0      |
| Orašje             | 2 - 4           | Bosna Visoko     | 2 - 1      | 0 - 3      |
| Budućnost Banovići | 2 - 5           | Leotar           | 2 - 2      | 0 - 3      |
| Mladost Gacko      | 3 - 3 (gfc)     | Široki Brijeg    | 2 - 0      | 1 - 3      |
| Slavija            | 3 - 5           | Željezničar      | 1 - 2      | 2 - 3      |
| Posušje            | 0 - 1           | Grude            | 0 - 1      | 0 - 0      |
| Čelik Zenica       | 2 - 0           | BSK Banja Luka   | 2 - 0      | 0 - 0      |

## Quarti di finale
| Squadra 1     | Totale      | Squadra 2    | Andata     | Ritorno    |
| ------------- | ----------- | ------------ | ---------- | ---------- |
|               |             |              | 13.03.2002 | 20.03.2002 |
| Mladost Gacko | 2 - 2 (gfc) | Željezničar  | 2 - 1      | 0 - 1      |
| Čelik Zenica  | 4 - 2       | Bosna Visoko | 3 - 1      | 1 - 1      |
| Leotar        | 5 - 0       | Grude        | 5 - 0      | 0 - 0      |
| Sarajevo      | 4 - 0       | Brotnjo      | 4 - 0      | 0 - 0      |

## Semifinali
| Squadra 1 | Totale | Squadra 2    | Andata     | Ritorno    |
| --------- | ------ | ------------ | ---------- | ---------- |
|           |        |              | 10.04.2002 | 30.04.2002 |
| Leotar    | 1 - 5  | Željezničar  | 1 - 3      | 0 - 2      |
| Sarajevo  | 1 - 0  | Čelik Zenica | 1 - 0      | 0 - 0      |

## Finale
| Arbitro: | Sead Kulović (Sarajevo) |

| |            | |
| Zukić 10’ Osmanhodžić 90+4’                                                                           | Marcatori  | 90+1’ Gredić |
| Dedić Janjoš Mirvić Varešanović Zukić Krupinac (Dudo) Mešić (Alaim) Obuća Pelak Osmanhodžić Šaranović | Formazioni | Kružik Biščević Adžem (Alić) Mulalić Alihodžić San. Jahić Tica Gredić S. Žerić (Prepoli) Huljev Garčević (Mulaosmanović) |
| Fuad Muzurović                                                                                        | Allenatori | Amar Osim |